# بوته‌میری جالیز
بوته‌میری جالیز (به انگلیسی: Phytophthora drechsleri) از عوامل بیماری‌زای گیاهی است که در ایران با نام‌های محلی گوناگونی مانند بوته‌میری، بیماری سبز خشک، داغ‌زدگی، گلوله و آب‌زدگی نیز شناخته می‌شود. این عامل بیماری‌زا به گیاهان پالیزی به ویژه خیار، کدو، انواع خربزه و هندانه حمله می‌کند. قارچِ این بیماری معمولا زمستان را به شکل هاگ در خاک و بقایای آلوده گیاهان می‌گذراند.

## نشانه‌های بیماری
گیاهان بیمار معمولا دچار فرورفتگی نسج گیاهی در محل تاج یا طوقه شده و روی میوه‌هایشان لکه‌هایی پدیدار می‌شود که نخست کوچک و فرورفته بوده و سپس بزرگتر شده و به رنگ قهوه‌ای متمایل به قرمز و به صورت آبکی در می‌آیند و بوی ناخوشایندی دارند. در اثر این بیماری آوندهای چوبی به ویژه در ناحیه تاج سریعاً تخریب می‌گردند و بوته در حالی که کاملاً سرحال و شاداب است از بین می‌رود.
عامل بیماری‌زا در تمام مراحل رشد در صورت وجود شرایط مساعد می‌تواند بوته‌ها را مورد حمله قرار دهد و سبب مرگ و از پای درآمدن بوته‌ها شود. در صورتی که عامل بیماری در مرحله گیاهچه گیاه را مورد حمله قرار دهد محل حمله قارچ باریک و نرم می‌گردد و گیاه از بین می‌رود.
در مرحلهٔ بعدی رشد، علائم اولیه بیماری روی ریشه تقریباً شبیه به آنچه که در مورد گیاهچه ذکر شد می‌باشد، ولی پس از مدتی موقعی که بوته‌ها رشد کردند، بوته‌های مورد حمله ناگهان پژمرده شده و در حالتی که برگ‌ها سبز هستند می‌خشکند که آن را به اصطلاح سبز خشک می‌نامند. البته این حالت زمانی روی می‌دهد که قارچ ریشه بوته را در مقطع عرضی کاملاً اشغال کرده باشد. این عارضه یعنی مردن ناگهانی بوته‌ها اغلب ۲ الی ۳ روز بعد از آبیاری روی می‌دهد، زیرا فراهم شدن رطوبت کافی به رشد و نمو قارچ کمک فراوان می‌کند و در نتیجه حمله شدید قارچ، آوندها که سبب رسیدن آب و مواد غذایی به گیاه هستند از بین می‌رود. میوه‌ها نیز در صورت قرار گرفتن روی خاک مرطوب مورد حمله قرار گرفته و در ابتدا لکه کوچک، گرد، فرورفته، آبکی و به رنگ سبز تیره با قطر حدود یک سانتیمتر ظاهر می‌شود و سپس آلودگی به سرعت پیشرفت کرده و به صورت یک ناحیه وسیع آبکی قهوه‌ای متمایل به قرمز ظاهر می‌گردد.

## پیشینه در ایران
بوته میری گیاهان جالیزی شامل خیار، انواع خربزه، هنداونه و کدو از دیرزمان در ایران و بخصوص در اصفهان و سایر مناطقی که کشت این گیاهان بیشتر معمول می‌باشد شایع بوده است. بوته میری با پوسیدگی ریشه جالیز اولین بار در سال ۱۳۲۳ به وسیله قوام‌الدین شریف در اصفهان روی خربزه دیده شده که عملاً از خیلی قبل از آن هم وجود داشته است. بیماری بوته میری احتمالاً در کلیه نقاط کشور بویژه خوزستان، اصفهان، فارس، کرمان، یزد، تهران، گرمسار، ورامین، کاشان، ساوه، قزوین، همدان، خراسان، بندرعباس، مازندران، آذربایجان، شیراز و مشهد انتشار داشته است. علوی (۱۳۵۲) خسارت بیماری را ۲۰ تا ۲۵ درصد محصول تخمین زده است. در اصفهان در زراعت‌های بهاره و کرتی خسارت بوته‌میری حتی در صد درصد کل بوته‌های مزرعه نیز برآورد شده است.
آماربرداری‌هایی که در سال ۱۳۵۵ از ۶۰ مزرعه جالیزکاری در منطقه ورامین و گرمسار به عمل آمد، نشان داد که ۳۵ درصد بوته‌های طالبی در اثر بیماری از بین رفته بود. در مزارع خیار درصد آلودگی به بیماری تا ۲۵ درصد و در خربزه‌کاری‌ها حداکثر تا ۱۲ درصد مشاهده گردید. میزان آلودگی در مزارع هندوانه و کدو در منطقه گرمسار به ترتیب از ۳ و ۱ تجاوز نکرده بود.